# Mon passé
Pour plus de détails, voir Fiche technique et Distribution.
Mon passé (My Past) est un film américain réalisé par Roy Del Ruth et sorti en 1931.

## Synopsis
La star de Broadway, Doree Macy, est courtisée par deux hommes qui se trouvent être des partenaires commerciaux: l'aîné John Thornley et le jeune (et marié) Robert Byrne (joué par le vrai mari de Daniels, Ben Lyon). Lequel des deux finira par atteindre son cœur ?

## Fiche technique
- Titre original : My Past
- Réalisation : Roy Del Ruth
- Scénario : Charles Kenyon d'après Ex-Mistress, roman de Dora Macy paru en 1930.
- Photographie : Barney McGill
- Montage : Ralph Dawson
- Musique : David Mendoza, Erno Rapee
- Genre : Mélodrame, romance[1]
- Production : Warner Bros.
- Durée: 72-74 minutes
- Date de sortie :
  - États-Unis : 14 mai 1931

## Distribution
- Bebe Daniels : Miss Doree Macy
- Lewis Stone : Mr. John Thornley
- Ben Lyon : Robert "Bob" Byrne
- Joan Blondell : Marion Moore
- Natalie Moorhead : Consuelo "Connie" Byrne
- Albert Gran : Lionel Reich
- Virginia Sale : Miss Taft, secrétaire de Thornley